# 片岡義朗
片岡 義朗（かたおか よしろう、1945年4月8日 - ）は、日本のアニメプロデューサー、舞台プロデューサーである。
現在は株式会社コントラ代表取締役社長、アニメコンテンツビジネスのコンサルティングを行っている。慶應義塾大学法学部法律学科卒業。

## 略歴
神奈川県立湘南高等学校を経て慶應義塾大学を卒業した1969年春、大手広告代理店の東急エージェンシーに入社。『UFO戦士ダイアポロン』『メカンダーロボ』『恐竜大戦争アイゼンボーグ』『恐竜戦隊コセイドン』『科学冒険隊タンサー5』など各TVアニメ番組に企画営業として参加。また1979年10月～ラジオ大阪で日本初のアニメファン向けラジオ番組『アニメトピア』、文化放送でも同種番組『アニメNOW!』を企画制作、ラジオというメディアの中に現在で言うところのアニラジというジャンルを芽生えさせるキッカケ的存在となった。東急エ社には約13年勤務した後、退社。その後旭通信社（後のアサツー ディ・ケイ。以下、旭通）に移籍。同時に子会社の日本アドシステムズ（NAS）の役員にも就任し、1982年よりテレビアニメの企画・プロデュースに携わり始めた。この頃手がけた作品としては『らんぽう』『チックンタックン』『あした天気になあれ』『ハイスクール!奇面組』『ついでにとんちんかん』『ドラゴンクエスト』『姫ちゃんのリボン』『赤ずきんチャチャ』など、80～90年代を代表するアニメが名を連ねる。ほかにもライトソング音楽出版の役員を務めアニメ番組の音楽出版権ビジネスに着目し、おニャン子クラブのうしろゆびさされ組が歌う「ハイスクール!奇面組」の主題歌の音楽出版権を保有した。
旭通在籍時に企画・プロデュースを手掛けた主なテレビアニメは、『さすがの猿飛』『タッチ』『超獣機神ダンクーガ』」『陽あたり良好!』『キテレツ大百科』『クッキングパパ』『ムカムカパラダイス』『愛と勇気のピッグガール とんでぶーりん』『H2（エイチ・ツー）』など。後に、旭通のラジオ・テレビ企画部門の局長を務めた。
1998年にはアニマックスの創設にも関与。東映アニメーション・サンライズ・トムス・エンタテインメントとNASのアニメ制作会社4社で連合を組み、アニマックスの設立に参加し、4社で1/3の株を持った。2000年頃、アサツー ディ・ケイを退社してマーベラス音楽出版に移り、代表取締役を務めたがその後退任。2009年末まではマーベラスエンターテイメントの取締役を務めた。2010年1月28日付けでニコニコ動画の運営会社ニワンゴの親会社であるドワンゴの執行役員に就任。アニメ・舞台・実写映画プロデューサーとして引き続き活躍していたが、2013年10月末をもって退任した。2014年9月に株式会社コントラを創業し、日本のアニメビジネスでやや手薄なビジネストレードのコンサルティングを行っている。海外との共同企画・制作や日本のアニメコンテンツの海外への販売などの交渉代行、契約締結についてが主要業務となっている。HYPER JAPAN（イギリス最大の日本文化総合博覧会）の顧問も務めてきた。

## 彼の作品によるミュージカルへの影響
- 1991年にSMAP主演ミュージカル『聖闘士星矢』をプロデュースする。この作品は現在いたるところで上演されるようになったアニメ漫画ミュージカルの起源となる[8]。
- 2003年にミュージカル『テニスの王子様』を企画制作プロデュースし、2008年11月までエクゼクティブプロデューサーを務める。この「テニミュ」の大ヒットによりアニメ漫画ミュージカルというジャンルを定着させた。
  - それ以前にも遊園地等で上演されるアニメミュージカルは存在したし、宝塚歌劇団の『ベルサイユのばら』のようなミュージカルも存在した。しかし、タレントファン等を対象にしたミュージカルはほとんどなかった。片岡はキャラクターを尊重するミュージカル作りを実践、原作ファンの舞台への違和感を取り除くことに成功した。キャラクタービジネスがDVDなどの映像商品化などに限定されるという認識を改める中で、劇場などのライブエンターテイメントでも漫画等が十分に通用するということを、『テニスの王子様』の成功という実績で示したことの意味は大きいだろう。
- 片岡が切り開いた「テニミュ」の成功と漫画アニメミュージカルの定着により、漫画作品やアニメ作品はワンソフトマルチユースコンテンツであるという認識の一般化をもたらした。ミュージカル『テニスの王子様』はミュージカル業界に対しても大きな貢献をし、一部の専門劇団でしか観る事が出来なかったミュージカルを身近な娯楽に変化させた。話の内容や登場人物を知っているという意味で身近な題材である漫画アニメを舞台化することで、ミュージカルを観たこともない観客が劇場に足を運び、ミュージカルの楽しさ、ナマの舞台の楽しさに触れ、これをきっかけに舞台鑑賞が習慣化するという行動パターンを生み出した。
  - また、「テニミュ」は若い男性タレントの登竜門の役割を果たしていることも、芸能界ではあまり見られなかった現象であり、男性タレントの供給経路に少しの変化をもたらしている[9]。

## 主な企画・プロデュース作

### NAS（日本アドシステムズ）在籍時
- らんぽう
- チックンタックン
- あした天気になあれ
- ハイスクール!奇面組
- ついでにとんちんかん
- ドラゴンクエスト
- 姫ちゃんのリボン
- 赤ずきんチャチャ
- ナースエンジェルりりかSOS
- 水色時代
- 発明BOYカニパン - ミュージカル公演のプロデューサー。番組プロデューサーは山崎立士。
- バトルファイターズ 餓狼伝説
- サムライスピリッツ
- 龍虎の拳
- ビーストウォーズII 超生命体トランスフォーマー
- 遊戯王デュエルモンスターズ

プロデュースラジオ番組
- アニメトピア（「ハゲラ」として番組出演、東急エージェンシー在籍時代より継続）
- アニメNOW!
- VAPOUT

### 旭通信社／アサツー ディ・ケイ（ADK）在籍時
- さすがの猿飛
- プラレス3四郎
- GU-GUガンモ
- タッチ
- 超獣機神ダンクーガ
- 陽あたり良好!
- キテレツ大百科
- ドラゴンリーグ
- ハーイアッコです
- クッキングパパ
- NG騎士ラムネ&40
- ムカムカパラダイス
- 愛と勇気のピッグガール とんでぶーりん
- H2
- 花さか天使テンテンくん
- HUNTER×HUNTER
- るろうに剣心 -明治剣客浪漫譚-

### マーベラスエンターテイメント／マーベラス音楽出版在籍時
- GUNSLINGER GIRL
- ジパング
- BECK
- 吟遊黙示録マイネリーベ
- ホイッスル!
- 涼風
- まもって!ロリポップ
- ゴーストハント
- はぴねす!
- ピーチガール
- capeta
- Strawberry Panic
- School Rumble
- 僕等がいた
- シュガシュガルーン
- ケンコー全裸系水泳部ウミショー
- エア・ギア
- 蟲師
- 家庭教師ヒットマンREBORN!
- レジェンズ甦る竜王伝説

- 企画協力

### 舞台作品
- 1986年ミュージカル「タッチ」（後楽園アイスパレス劇場ほか）
- 1988年ミュージカル「12か月のニーナ」（青山劇場）
- 1989年ミュージカル「僕のシンデレラ」（青山劇場）
- 1991年ミュージカル「GANKUTSU-OH」（青山劇場）
- 1991年ミュージカル「聖闘士星矢」（青山劇場）
- 1993年ミュージカル「姫ちゃんのリボン」（博品館劇場）
- 1994年ミュージカル「赤ずきんチャチャ」（博品館劇場・サンケイホール）
- 1995年年ミュージカル「ナースエンジェルりりかSOS」（博品館劇場）
- 1996年ミュージカル「水色時代」（博品館劇場・オリエンタル劇場）
- 1997年ミュージカル「発明BOYカニパン」（博品館劇場）
- 1997年ミュージカル「少女革命ウテナ」(博品館劇場）
- 1998年舞台劇「こちら葛飾区亀有公園前派出所」（博品館劇場ほか）
- 1999年ミュージカル「リカちゃん」（博品件劇場）
- 2000年ミュージカル「HUNTER×HUNTER」（全労済ホールスペース・ゼロほか）
- 2003年ミュージカル「シェルブールの雨傘」(博品館劇場）
- 2003年ミュージカル「テニスの王子様」（芸術劇場中ホール・日本青年館大ホールほか）
- 2005年ミュージカル「ギャラクシーエンジェル」（紀伊国屋サザンシアター）
- 2005年ミュージカル「ギャラクシーエンジェル Re-MIX」(博品館劇場）
- 2007年ミュージカル「エア・ギア」（全労済ホールスペース・ゼロ・シアターBRABA）
- 2007年ミュージカル「エア・ギアvs. BACCHUS Super Range Remix」( 日本青年館大ホール）
- 2010年ミュージカル「エア・ギア vs. BACCHUS Top Gear Remix」（(日本青年館大ホール）
- ミュージカル「DEAR BOYS」（全労済ホールスペース・ゼロほか）
- ミュージカル「ケンコー全裸系水泳部 ウミショー」（全労済ホールスペース・ゼロ）
- 「マグダラなマリア」（シアターアプル）
- 「オアシスと砂漠」（青山劇場）
- 2010年ミュージカル「クリスマス・キャロル」（博品館劇場）堀江貴文主演
- 2011年ミュージカル「ニコニコ東方見聞録」（全労済ホールスペース・ゼロ）
- 2011年ミュージカル「ニコニコニーコ」(シアターグリーン）
- 2011年舞台劇「ココロ」(シアター1010）
- 2011年ミュージカル「DEAR BOYS」(シアター1010）
- 2011年ミュージカル「聖闘士星矢」(スペース・ゼロ）
- 2011年ミュージカル「カンタレラ」（スペース・ゼロ）
- 2011年ミュージカル「源氏物語」(スペース・ゼロ）
- 2011年ミュージカル「聖闘士星矢」(銀河劇場）
- 2012年ミュージカル「5(ファイブ)王子とさすらいの花嫁～ニコニコ・ニーコdue～」（スペース・ゼロ）
- 2012年ミュージカル「カンタレラ2012～裏切りの毒薬～」(博品館劇場）
- 2013年音楽劇「千本桜」（博品館劇場）
- 2013年「もののけ姫」（アイアシアター）
- 2013年ミュージカル「美少女戦士セーラームーン」(アイアシアター）
- 2018年ミュージカル「監獄学園」（中野シアターポケット）
- 2018年ミュージカル「クリスマス・キャロル」（東京キネマ倶楽部）
- 2019年「チョイス」(シアターシャイン）
- 2020年「夜明け～spirit～」（ウッディシアター）
- 2021年青春舞台「1518! イチゴーイチハチ！」(BIG TREE THEATRE）

### 実写映画作品
- 花ゲリラ
- 2ステップス!
- 新宿区歌舞伎町保育園